# Digimon Adventure V-Tamer 01
Digimon Adventure V-Tamer 01 (デジモンアドベンチャーVテイマー01, Dejimon Adobenchā V-Teimā 01) est le premier manga dérivé de la franchise médiatique japonaise Digimon, écrit par Hiroshi Izawa, et dessiné par Tenya Yabuno, il totalise un total de neuf tomes commercialisés. Il a été publié dans les pages du magazine V-Jump en cinquante-huit chapitres du 21 novembre 1998 au 21 août 2003 au Japon. 
Ce manga intronise le personnage de Tai Kamiya - bien que ce ne soit pas le même personnage figurant dans la série télévisée Digimon Adventure, les deux possèdent une personnalité similaire et une apparence quasi identique. V-Tamer prend place dans un univers différent. Le manga est plein d'autodérision avec une bonne dose d'humour. 
L'exportation du manga n'a pas été un succès. À partir de 2001, seuls deux premiers tomes paraissent en Allemagne par Carlsen Comics, en Italie par Panini Comics (divisés en neuf tomes de taille plus réduite) et en Espagne chez Planeta DeAgostini (divisés en neuf tomes de 24 pages) avant annulation. La bande dessinée publiée dans le magazine Digimon rencontre un succès plus important.

## Synopsis
Un tournoi de virtual pets est sur le point d'avoir lieu. Dans cet univers, Tai Kamiya, qui attendait cette compétition avec impatience, est cependant disqualifié avant même qu'elle ne commence, car son Digimon ne correspond pas aux règles officielles. Cependant, à la fin du tournoi, Tai défie le vainqueur du tournoi, un garçon appelé Neo Saiba, et leur combat se termine par un match nul, ce qui ne devrait normalement pas se produire. Abasourdi, son jeu se met à briller et le jeune garçon est attiré dans le Digimonde. Tai y rencontre non seulement son Digimon, Zeromaru (Veedramon), mais aussi le Digimon Gabo (Gabumon). Tai arrive d'abord au château de MagnaAngemon qui lui supplie de trouver le symbole des cinq digi-dompteurs et de combattre Daemon, qui sème le trouble dans le digimonde. Tai et Zeromaru acceptent le défi et parcourent ce monde digital avec Gabo comme guide dans la quête des symboles, la clé qui permettra à Tai d'entrer dans le château de Daemon.
Au cours de leurs aventures, ils se heurtent aux gardiens des symboles mais aussi à d'autres humains, notamment en retrouvant Neo Saiba qui dompte Arkadimon pour le compte de Daemon et Alias III, trois dompteurs et leurs Digimon venus épauler Neo. Un autre humain qui rejoindra le groupe de Tai est Rei Saiba, qui s'est retrouvé dans Digimonde par erreur et gardien involontaire de digi-oeufs de digivolution. D'autres humains entrent en scène, comme le grand-père de Tai, dans des flashbacks.

## C'mon Digimon
C'mon Digimon (デジモン, C'mon Dejimon) est un manga one-shot, créé durant l'été 1997, impliquant des combats entre digimon plus-ou-moins holographiques. Il n'est apparemment pas commercialisé. Cependant, ce manga est publié dans le deuxième volet de V-Tamer en tant que chapitre spécial, et il est par la suite révélé que le héros du manga, Kentarou, était la source et l'inspiration dans la création du personnage de Taichi, le héros de V-Tamer et le chef des enfants élus dans Digimon Adventure. Les digimon exclusifs du manga incluent : Bun, le digimon protagoniste de niveau, type, et groupe inconnus ; et Deathmon, le digimon maléfique et antagoniste du manga.